# Csácsi arborétum
A Csácsi arborétum Zalaegerszeg északkeleti határában, Csácsbozsok városrészben városközponttól kb. 4 km-re található 60 hektáros védett terület. Az erdő a zalai klimatikus  erdőtársulások, az illír gyertyános-tölgyesek, bükkösök, jellemző,  fajgazdag reprezentáns képviselője.
Helyén a zalavári apátság tulajdonában lévő csemetekert volt, amely már a második világháború előtt az egerszegiek kedvelt kirándulóhelye volt. A második világháború alatt a lucfenyvest hadicélra kitermelték, helyreállításakor 30-40 féle örökzöldet, illetve lombos fát ültettek. A csemetekert a hatvanas évek végén szűnt meg, akkor kerítették be és alakították át arborétummá.
A bekerített védett területet 750 hektárnyi erdő veszi körül, amelyen keresztül 2001 novemberében egy 7,3 kilométer hosszú makadámút épült megkönnyítve a fakitermelést.
Az önkormányzat helyi jelentőségű természeti értéknek nyilvánította, amelynek célja „az arborétum területén található változatos erdei élőhelyen a jelenlegi természetközeli állapotok fenntartása, az ott lévő természeti értékek megőrzése, a kialakított dendrológiai gyűjtemény hosszú távú fenntartása és a lakosság pihenését, kikapcsolódását szolgáló helyszín biztosítása.”
Az arborétum a Csácsi-erdő Natura 2000 terület része.
| Név                                          | Állomány     | Természetvédelmi érték Ft/pld. |
| -------------------------------------------- | ------------ | ------------------------------ |
| Szálkás pajzsika (Dryopteris carthusiana)    | 20 tő        | 5 000.-                        |
| Szártalan kankalin (Primula vulgaris)        | több száz tő | 5 000.-                        |
| Farkasboroszlán (Daphne mezereum)            | 15 tő        | 10 000.-                       |
| Ciklámen (Cyclamen purpurascens)             | 50 tő        | 10 000.-                       |
| Pirítógyökér (Tamus communis)                | 50 tő        | 5 000.-                        |
| Kétlevelű sarkvirág (Plathanthera bifolia)   | 10 tő        | 5 000.-                        |
| Tavaszi tőzike (leucojum vernum)             | 150 tő       | 5 000.-                        |
| Kardos madársisak (Cephalanthera longifolia) | 10 tő        | 10 000.-                       |

Az erdők állami  tulajdonban vannak. A terület gondozására, fenntartására évente 2-2,5 millió forintot áldoz a kezelő Zalaerdő Rt. 
- Szálkás pajzsika
- Szártalan kankalin
- Kardos madársisak
- Tavaszi tőzike